# PDG S/A
A PDG (antiga PDG Realty) sediada no Rio de Janeiro, é a segunda maior empresa do setor imobiliário no Brasil, atrás da construtora e incorporadora Cyrela Brazil Realty e tem seu foco no segmento popular. Em janeiro de 2007, a empresa entrou para os listados no Novo Mercado da B3, e em 2010 tornou-se parte do índice Ibovespa, mas foi removido em 2016 porque as suas ações caíram cerca de 95%.
A PDG foi a campeã em reclamações de clientes em 2013. e 2014.
Atualmente, a PDG tem o controle da maior parte de seu grupo consolidado de capital, entre elas Goldfarb e CHL. A PDG está presente em 56 cidades e 11 estados dentro do Brasil, e tem projetos na Argentina. Seus projetos imobiliários incluem projetos residenciais de várias classes, para os de alta renda, o desenvolvimento de condomínios de luxo e investimentos em empreendimentos com foco em geração de renda através de locação, desenvolvimento de lotes residenciais, investimento em empreendimentos imobiliários comerciais e comercialização de imóveis residenciais e comerciais. A empresa também se envolve em corretagem imobiliária e consultoria de negócios.[carece de fontes?]